# Never Ever (canção de Ciara)
"Never Ever" é uma canção feita pela cantora de R&B Ciara. É o primeiro single oficial do seu terceiro álbum de estúdio Fantasy Ride. A canção apresenta o rapper Young Jeezy, foi produzido por Polow Da Don, e foi co-escrito por Ciara e Elvis "BlacElvis" Williams, que também produziram e co-escreveram o single, "Promise", do segundo álbum de Ciara,Ciara: The Evolution.

## Produção
Para "Never Ever", Ciara colaborou com o produtor anterior e associado Polow da Don, bem como Blac Elvis. Ciara já trabalhou com os dois em um single anterior, "Promise" (2006). Polow da Don disse á MTV News, "Nós dois viemos e fomos criados na mesma área. Nós nos conhecemos há muito tempo."
Ao falar sobre o relação de trabalho entre ele e Ciara, ele respondeu: "Na verdade, só tem essa química natural que eu nem tenho com alguns dos meus próprios artistas. Eu entendo ela e entendo o que ela deveria estar fazendo. Eu olho para ele assim: Quando eu trabalho com ela, eu sou um fã, e é isso que eu quero que ela estaja fazendo. " Polow da Don passou a comparar ele e Ciara como tendo a fórmula para se tornar o novo Aaliyah e Timbaland, uma combinação cantor e produtor famoso no final dos anos 90.
A canção contém amostras do sucesso mundial dos anos 70, "If You Don't Know Me by Now" do popular grupo de soul da Filadélfia, Harold Melvin & The Blue Notes.

## Recepção da Crítica Especializada
Desde o seu lançamento, a canção foi recebida com comentários favoráveis dos críticos.
Idio Magazine deu a música uma crítica positiva, afirmando que "Os melhores artistas são hábeis em alternar entre uma variedade de estilos musicais e temas líricos. No caso de Ciara, complementando seu hits dançantes (Goddies, 1, 2 Step, Get Up, Go Girl) e as mais lentas (And I,  Promise, Can't Leave 'em Alone). Mantendo-se fiel a esse plano de jogo, ela tem re-alistado Polow da Don para o mais recente single de seu álbum muito aguardado, Fantasy Ride." A revista continua a dizer que o single é "uma suave animadora feminina das pistas para não deixar que o seu amor não correspondido por um homem arruine suas vidas, mas CiCi não deixa de oferecer uma perspectiva masculina: entra Young Jeezy, que fazer uma colaboração na faixa. Em suma, "Never Ever" tem algo para todos."
Andy Kellman da Allmusic observou a canção como uma das faixas de destaque em Fantasy Ride.

## Lançamento e Desempenho Gráfico
O single foi oficialmente enviado para rádios urbanos e de pop tradicional em 19 de janeiro de 2009. Desde o seu lançamento nas rádios, o single foi rapidamente ganhando sucesso, embora a promoção ainda não tivesse começado, e apesar de um vídeo da música não sendo liberado com antecedência. A partir do dia 24 de janeiro, a canção foi promovida como o single destaque no Myspace.
A partir de 21 de janeiro, a canção já recebeu airplay suficiente para que ela entrasse na  Bubbling Under R&B/Hip-Hop Singles, no número 5  O single estreou nos EUA na  Billboard Hot R & B / Hip-Hop Singles em número 70, tornando-se a maior estréia da semana para 29 de janeiro de 2009.  Na semana seguinte, o single fez um salto a partir do número 70 ao número 58 no mesmo gráfico. Na mesma semana, o single estreou na  Mainstream R&B/Hip-Hop Singles em número 38, também tornando-se a maior estréia da semana para este gráfico. Em 12 de fevereiro de 2009, o single alcançou a posição número 54 no "R&B/Hip-Hop Songs Hot". .
Desde a sua primeira semana de disponibilidade, a canção vendeu 15 mil de downloads, de acordo com Nielsen SoundScan  No semana de 25 de fevereiro, a canção estreou na Billboard Hot 100 na posição #96 e está subindo pelas iTunes Top 100 chart com uma posição de pico de corrente de nº 67. O single alcançou a posição #66 na Billboard 100. Embora, a canção teve um pico baixo, que durou na Billboard Hot 100 por 15 semanas. O single alcançou a posição #9 na Billboard R&B/Hip-Hop Songs, tornando-se o décimo primeiro top 10 de Ciara nesse gráfico.

## Paradas Musicais
| Paradas (2009)                       | Melhor posição |
| ------------------------------------ | -------------- |
| Brasil Hot 100 (Billboard)           | 1              |
| Japão Hot 100                        | 15             |
| Suécia Hot 100                       | 25             |
| Estados Unidos Billboard Hot 100     | 66             |
| Estados Unidos Hot R&B/Hip-Hop Songs | 9              |

## Vídeo Musical

### Produção
Ciara gravou o vídeo da música para o single em Atlanta em janeiro de 2009. Young Jeezy, fez uma aparição no vídeo. Algumas fotos da gravação do vídeo foi lançado na internet na segunda-feira seguinte. O cantor de R&B, Ruben Studdard, o rapper Dolla (quatro meses antes de sua morte em 18 de maio de 2009), a equipe de produção Jasper Cameron e Big Reese, que também são amigos de longa data de Ciara, o coreógrafo Jamaica Craft, e  Monica aparecem no vídeo da música. O projeto, que foi dirigido por Chris Robinson, havia estabelecido a data de lançamento para 31 de janeiro, como confirmado por Yahoo! Music. O vídeo foi lançado oficialmente em 30 de janeiro de 2009 no   BET.

### Sinopse
O vídeo começa com Ciara e um grupo de seus amigos discutindo as características do amor não correspondido com a música de Ciara  Promise tocando no fundo, o que leva a uma cena com Ciara dançando em seu apartamento numa cobertura. Esta cena é misturada com cenas de uma montagem de close-ups com Ciara recitando a música (essas cenas são exibidas durante todo o vídeo). Em seguida, somos apresentados a uma cena de festa, onde Ciara e seu namorado, interpretado pelo ator  Kevin Phillips, são vistos dançando uns com os outros. Enquanto dança, seu namorado lança olhares para outra garota na festa - Ciara vê isso e vai embora, onde seu namorado, então pega ela e agarra o braço dela. O vídeo, em seguida, corta para uma seqüência de dança, com Ciara e seus bailarinos de apoio, no meio da multidão na festa. Todo o tempo, Ciara e seu namorado ainda estão discutindo. Cena de Young Jeezy em frente a um cenário de ouro é então mostrado, com Ciara em pé ao lado dele. Enquanto isso, Al Horford vem até Ciara, se apresenta e pede a ela para dançar. Percebendo que ela precisa sair deste relacionamento frustrante com seu namorado e seguir em frente, ela aceita. O vídeo fecha com Ciara recitando a última linha da canção: "Se aquele garoto não te ama agora..."

## Performances Ao Vivo
Ciara cantou a música em 12 de maio de 2009 no The Tonight Show com Jay Leno.  Ela também cantou a música em Good Morning America e Live! with Kelly and Michael. Ela também cantou a música na boate G-A-Y, em Londres. 

## Formatos e Faixas
Estes são os formatos e faixas dos principais singles de "Never Ever".
EUA CD Single
1. "Never Ever" (Versão do álbum) - 04:32
2. "Never Ever" (Principal) - 04:57
3. "Never Ever" (Instrumental) - 04:57
4. "Never Ever" (Acapella) - 04:20

Download Digital
(Lançamento: 3 de fevereiro de 2009)
1. "Never Ever" – 4:33

## Histórico de Lançamento
| Região         | Data                   | Formato          | Gravadora     |
| -------------- | ---------------------- | ---------------- | ------------- |
| Estados Unidos | 19 de janeiro de 2009  | Rádio            | LaFace, Zomba |
| Estados Unidos | 3 de fevereiro de 2009 | Download digital | LaFace, Zomba |